# Università della Svizzera italiana
L'Università della Svizzera italiana (USI) nasce nel 1996, con sedi a Lugano e Mendrisio (in Canton Ticino). È l'unica università in lingua italiana (anche se molti dei programmi di studio sono in inglese) della Svizzera, con circa 4 000 studenti. Comprende le facoltà di comunicazione cultura e società, scienze economiche, scienze informatiche e scienze biomediche (con sede a Lugano) e l'Accademia di Architettura di Mendrisio. Il 60% della popolazione studentesca è straniera.
Nella classifica QS World University Rankings 2020-2021, l’USI è stata piazzata al 273º posto nel mondo. Sempre nei ranking universitari, l’USI si è classificata 54ª nella classifica 2020-2021 “Young University Rankings” di Times Higher Education, dove vengono classificati gli atenei con meno di 50 anni di attività.

## Storia[4][5]
L'USI è nata nel 1996, ma già nel 1588 un documento conservato nell'archivio storico della città di Lucerna testimonia i primi tentativi rispetto ad un progetto universitario a Lugano, a opera prima dei Padri Somaschi e poi dei Gesuiti. Tentativi entrambi falliti. Nel 1844 il progetto di un'accademia ticinese di Stefano Franscini viene approvato dal Gran Consiglio, ma le difficoltà finanziarie in cui il Cantone si venne a trovare, e le rivalità tra Locarno, Bellinzona e Lugano, fecero cadere il progetto. Nel corso del '900 ci furono diverse discussioni e almeno tre nuovi tentativi, per una Scuola Superiore di cultura italiana, per una Scuola Superiore della Svizzera italiana e infine per un Istituto di Cultura della Svizzera italiana. Nessuna andò a buon fine.
Nel 1985 il Centro Universitario della Svizzera italiana (CUSI) viene approvato dal Gran Consiglio, ma il progetto viene respinto in votazione popolare nel 1986. Nel 1992 Mario Botta raccoglie lo spunto di Roland Crottaz (presidente del consiglio dei politecnici) per un'accademia di architettura e su mandato del governo ticinese imposta un progetto per la sua realizzazione, insieme al Consigliere di Stato Giuseppe Buffi. L'anno successivo la municipalità di Lugano, guidata da Giorgio Giudici, dà mandato a Mauro Baranzini, Sergio Cigada e Lanfranco Senn di preparare un progetto dettagliato per l'istituzione di due Facoltà a Lugano. A loro si uniscono due anni dopo Luigi Dadda e Remigio Ratti.
Nel marzo 1995 il consiglio comunale di Lugano approva il progetto per due facoltà di scienze economiche e della comunicazione. A ottobre il Gran Consiglio approva la legge sulla costituzione dell'Università della Svizzera italiana con le due facoltà luganesi e l'Accademia di architettura a Mendrisio. Infine nel 1996 il Consiglio Svizzero della Scienza si esprime favorevolmente sulla creazione dell'Università della Svizzera italiana che inizia i propri corsi il 21 ottobre dello stesso anno, alle prime lauree, nel 2000 essa otterrà il pieno riconoscimento del Consiglio Federale, che garantisce al Ticino lo status di cantone universitario. L'anno successivo l'USI si adeguerà per prima fra le università svizzere alla Dichiarazione di Bologna. Nel 2004 si aggiunge la facoltà di scienze informatiche. Nel 2010 viene affiliato l'Istituto di ricerca in biomedicina (IRB), il nucleo da cui nel 2014 è stata istituita la facoltà di scienze biomediche.
Nel 2020 l’USI è stata inserita per la prima volta nella sua storia nella classifica QS World University Rankings che raggruppa ogni anno i migliori atenei del mondo. Per la classifica 2022, l’ateneo si è piazzato al 240º posto.

## Facoltà[7]
- Facoltà di comunicazione, cultura e società 
  - Istituto di studi italiani
- Facoltà di informatica
  - Istituto di Scienze Computazionali
  - Istituto del software
- Facoltà di scienze economiche
- Facoltà di scienze biomediche
- Accademia di architettura

Nel campus universitario di Lugano ha sede anche la Facoltà di teologia affiliata all’USI. Con la ratifica da parte del Governo ticinese della decisione dei loro rispettivi Consigli, la Facoltà di Teologia di Lugano (FTL) sarà accademicamente integrata nell’Università della Svizzera italiana (USI). La stretta vicinanza della FTL all’USI - rafforzata negli anni grazie alla condivisione di programmi di formazione, ricerche e procedure accademiche - ha portato alla decisione di avvicinarsi anche sul piano istituzionale, in modo da favorire ulteriori sinergie future. Il Presidente del Consiglio di Stato ticinese Manuele Bertoli ha dato notizia dell'affiliazione nel 2021, in occasione del XXV Dies academicus dell'USI.

## Formazione
L'USI adotta il sistema di studi derivanti dalla riforma di Bologna e prevede dunque lauree triennali e master di specializzazione di 2 anni. Offre inoltre programmi di dottorato e di master executive. Le lauree triennali sono: architettura, scienze della comunicazione, scienze economiche, informatica e lingua, letteratura e civiltà italiana.
A esse seguono diciannove master biennali e dottorati di ricerca in comunicazione, filosofia, informatica, architettura, economia e in immunologia, biologia cellulare e biochimica (all'IRB di Bellinzona).

## Ricerca
All'USI e negli istituti di ricerca ad essa affiliati (IDSIA, IRB, IOR) sono attivi complessivamente 817 fra docenti, ricercatori e assistenti.

### Istituti affiliati o associati

#### IRB - Istituto di Ricerca in Biomedicina
L'Istituto di Ricerca in Biomedicina (IRB) di Bellinzona è stato fondato nel 2000 con l'obiettivo di promuovere gli studi in immunologia umana, con speciale attenzione sui meccanismi della difesa immunitaria.

#### IOR - Istituto Oncologico di Ricerca (IOR)
L'Istituto Oncologico di Ricerca (IOR) è l’unità di ricerca di base e traslazionale dell'Istituto Oncologico della Svizzera Italiana (IOSI).Questa struttura di ricerca ha iniziato la sua attività presso l'Istituto di Ricerca in Biomedicina (IRB) a Bellinzona nell’aprile 2003 e attualmente impiega circa 50 ricercatori.

#### IRSOL - Istituto Ricerche Solari Locarno
L'IRSOL (Istituto Ricerche Solari Locarno) focalizza le sue attività di ricerca sulla fisica solare. Gli obiettivi della ricerca effettuata all'IRSOL sono di studiare le condizioni fisiche presenti nell'atmosfera solare, con attenzione in specifica sul suo magnetismo e i processi fisici coinvolti.

#### IDSIA - Istituto Dalle Molle di Studi sull'Intelligenza Artificiale
L'IDSIA (Istituto Dalle Molle di Studi sull'Intelligenza Artificiale) è stato fondato nel 1988 da Angelo Dalle Molle con l'obiettivo di promuovere la ricerca nell'ambito dell'intelligenza artificiale.

#### ICS - Istituto di Scienze Computazionali
L'Istituto di Scienze Computazionali (ICS) focalizza le sue attività sulla ricerca e l'insegnamento della scienza dei dati.